# Rua (Moimenta da Beira)
Rua is een plaats (freguesia) in de Portugese gemeente Moimenta da Beira en telt 678 inwoners (2001).